# Acer sempervirens
Acer sempervirens är en kinesträdsväxtart som beskrevs av Carl von Linné. Acer sempervirens ingår i släktet lönnar, och familjen kinesträdsväxter. Inga underarter finns listade i Catalogue of Life.
Växten är utbildad som en buske eller som ett upp till 7 meter högt träd.
Arten förekommer på halvön Peloponnesos i Grekland, på Kreta, på öar i Egeiska havet och i västra Turkiet. Acer sempervirens kan bilda ansamlingar där inga andra större växter ingår eller den hittas vid skogskanter. Även grupper med Juniperus drupacea eller Zelkova abelicea kan förekomma. Växten är tålig mot torka.
Unga plantor skadas ibland av betande husdjur. Utbredningsområdet är stort IUCN listar arten som livskraftig (LC).